# Alfred von Glehn
Alfred Constantin Edmundowitsch von Glehn (russisch Альфред Константин Эдмундович фон Глен; * 6. Januarjul. / 18. Januar 1858greg. in Tallinn; † 1927 in Berlin) war ein deutschbaltischer Cellist, Dirigent und Hochschullehrer.

## Leben
Alfred von Glehn, Sohn des Arztes Edmund Theophil von Glehn (1800–1884) und Vetter des britischen Ingenieurs Alfred de Glehn, studierte 1877–1881 am Sankt Petersburger Konservatorium Violoncello bei Karl Juljewitsch Dawidow. Danach spielte er im Orchester der Italienischen Oper in St. Petersburg. Er war ein glänzender und feinsinniger Cello-Virtuose mit erfolgreichen Auftritten in Leipzig, Dresden, Wien, Paris und London. Er spielte im Trio mit Tanejew, Siloti, Safonow, Auer und Hřímalý.
An der Charkower Musikhochschule leitete von Glehn 1884–1890 die Klassen Violoncello, Kontrabass und Kammerorchester. 1888 organisierte er ein studentisches Sinfonieorchester an der Universität Charkow und wurde dessen Dirigent. 1890 wurde er auf Vorschlag Safonows an das Moskauer Konservatorium als Professor für die Klassen Kammerorchester und Violoncello berufen und wurde bald auch Assistent des Rektors sowie Mitglied des I.R.M.O.-Quartetts. Von Glehns Lehrmethoden wurden später auch von Rostropowitsch angewendet. Nach einem Entwurf von Glehns baute der Geigenbauer Jewgeni Witatschek 1911 eine Tenorviola, die im Zusammenspiel mit Tanejew, Wassilenko und Solotarjow benutzt wurde.
1921 verließ von Glehn Moskau und ließ sich in Tallinn nieder, wo er als Lehrer und Interpret wirkte. Ab 1925 lehrte er am Klindworth-Scharwenka-Konservatorium in Berlin.
Zu den bedeutendsten Schülern von Glehns zählten Michail Jewsejewitsch Bukinik, Anna Saulowna Ljuboschiz, Konstantin Alexandrowitsch Minjar-Belorutschew, Kazimierz Wiłkomirski, Gregor Piatigorsky und Alexander Abramowitsch Krein.